# Rhinokorura
Rhinokorura (altgriechisch Ῥινοκόρουρα) oder Rhinokolura (Ῥινοκόλουρα) bezeichnet einen antiken Ort im Grenzland zwischen Ägypten und Palästina.
Der eigentümliche Name (etwa „abgeschnittene Nasen“) wird von Strabon und Diodor darauf zurückgeführt, dass ein äthiopischer König – Diodor nennt ihn Aktisanes (Ακτισάνης) – Ägypten erobert habe und sämtlichen Verbrechern und Dieben die Nase abgeschnitten und sie gezwungen habe, sich in der neu gegründeten Stadt niederzulassen, die in einem ausgesprochen unfruchtbaren und trostlosen Landstrich lag, umgeben von Salzmarschen und mit nur wenigen Süßwasserbrunnen. Sie hätten sich dort mühsam ernährt, indem sie aus gespaltenem Schilfrohr mehrere Kilometer lange Fangzäune gebaut hätten, womit sie den großen Wachtelschwärmen nachstellten, die über die Landenge zogen.
Nach Flavius Josephus war Rhinokorura zur Zeit des Alexander Jannäus (104 bis 78 v. Chr.) in jüdischem Besitz. Als Herodes 40 v. Chr. nach Ägypten floh, machte er in Rhinokorura Station, wo er vom Tod seines Bruders Phasael erfuhr.
Rhinokorura wird mit dem heutigen al-Arisch in Ägypten identifiziert. Der in der Septuaginta an einer Stelle als Rhinokolura bezeichnete „Bach Ägyptens“, also der Grenzfluss zwischen Ägypten und Israel, wird daher mit dem Wadi al-Arisch identifiziert.
In christlicher Zeit bestand ein Bischofssitz in Rhinokorura, auf welchen das Titularbistum Rhinocorura zurückgeht. 1118 starb hier Balduin I., König von Jerusalem, an einer Fischvergiftung.